# Tourouba
Tourouba est une commune située dans le département de Lankoué de la province du Sourou au Burkina Faso.

## Histoire
Le village TOUROUBA fut fondé par une dame au nom de TOROBA. Guérière, son nom de guerre DJI DJENI,elle fonda un foyer et pris le nom djeni yarabonso, tuma toula tun da yombo.(pétrie la terre jusqu'à ce que l'huile jaillesse)